# 金平浄瑠璃
金平浄瑠璃（きんぴらじょうるり）とは、江戸時代に流行した人形浄瑠璃の1つ。

## 概要
大江山の鬼退治で知られる源頼光と頼光四天王（坂田金時、渡辺綱、碓井貞光、卜部季武）の次世代の話と位置づけられ、頼光の三番目の弟・源頼信の長男であり嫡男でもある源頼義と頼光四天王の息子である坂田金平・渡辺竹綱・碓氷定景・卜部季春の「子四天王」が活躍し、特に坂田金時の息子である金平が人気であったためにこの名が付いたとされている。
侫人の讒言や反逆者の襲撃によって京都を追われた源頼義が子四天王の活躍によって侫人や反逆者を倒し、都の平和を回復させるという内容である。
明暦年間に江戸の和泉太夫が連作の軍記浄瑠璃を発展させ、作家の岡清兵衛と組んで始めたとされ、続いて大坂の伊藤出羽掾・井上大和掾が続いた。正本（上演台本）である金平本も登場した。
金平の豪快で正義漢溢れる性格や竹綱の智謀の数々などが当時の庶民の関心を呼び、また徳川氏の祖とされた河内源氏の皇室への忠誠ぶりと、天下の秩序の擁護者としての位置づけが、体制側（江戸幕府）からも好意的に受け止められた。また、金平浄瑠璃の盛行が、その後の浄瑠璃の発展や歌舞伎の荒事の成立などに影響を与えた。
河竹黙阿弥と弟子河竹新七が明治に「極付幡随長兵衛」の序幕で、金平浄瑠璃を劇中劇の形で復活させ、今日に伝わっている。